# Cirilo Polidoro Van Vlierberghe
Cirilo Polidoro Van Vlierberghe (Waasmunster, 6 maart 1909 - Santiago, 9 mei 2006) was een Belgisch geestelijke en missionaris van de Rooms-Katholieke Kerk. Van 1966 tot 1984 was hij prelaat van de territoriale prelatuur Illapel in Chili en van 1966 tot 1977 titulair bisschop van Municipa in Algerije. 

## Biografie
Hij werd geboren als Cyriel Polydoor Van Vlierberghe op 6 maart 1909 in Waasmunster. In 1927 werd hij lid van de orde van de Franciscanen in Tielt, en op 19 augustus 1934 werd hij priester gewijd door bisschop Camille Valentin Stappers, apostolisch vicaris van Lulua e Katanga Centrale in Congo-Kinshasa. 
Op 10 juli 1957 werd  Van Vlierberghe benoemd tot een van twee apostolisch visitators die namens het Vaticaan onderzoek deden naar beschuldigingen tegen Marcial Maciel, de stichter van de Legionairs van Christus. De aanklachten tegen Maciel omvatten drugsgebruik en seksuele intimidatie, en de zaak eindigde in februari 1959 met vrijspraak. Na de dood van Maciel is echter vastgesteld dat hij gedurende zijn leven minimaal zestig minderjarigen heeft misbruikt.
Na langere tijd te hebben gewerkt als missionaris in Chili, werd Van Vlierberghe op 18 maart 1961 benoemd tot apostolisch administrator van de nieuw opgerichte territoriale prelatuur Illapel in Chili. 
Paus Paulus VI benoemde hem op 27 juni 1966 tot prelaat van Illapel en  titulair bisschop van Municipa in Algerije. Hij werd op  28 augustus 1966 tot bisschop gewijd door Alfredo Cifuentes Gómez, aartsbisschop van La Serena. 
Op 17 november 1977 deed hij afstand van de titulair zetel van Municipa, en op 11 augustus 1984 ging hij met emeritaat als prelaat van Illapel na het bereiken van de pensioengerechtigde leeftijd van 75 jaar. Hij overleed op 9 mei 2006 in Santiago op 97-jarige leeftijd.
- Virtual International Authority File: 373145857122522922908